# Effigia okeeffeae
L'effigia (Effigia okeeffeae) è un rettile arcosauro estinto di circa due metri di lunghezza, vissuto nel Triassico superiore (circa 215 milioni di anni fa). I suoi resti sono stati ritrovati in Nuovo Messico (USA).

## Un becco senza denti
L'aspetto di questo animale era decisamente insolito: al contrario della maggior parte degli altri arcosauri dell'epoca, infatti, l'effigia era bipede, con lunghe zampe posteriori e arti anteriori molto brevi. Il collo era insolitamente lungo e sorreggeva un cranio sprovvisto di denti e munito di un becco. La coda, infine, era molto lunga per controbilanciare il peso del corpo. Queste caratteristiche lo rendevano incredibilmente simile ai ben noti dinosauri – struzzo del Cretaceo, apparsi sulla Terra solo 100 milioni di anni dopo. Le caratteristiche delle zampe, però, lo denotano come un appartenente al gruppo dei crurotarsi, ovvero quella branca di arcosauri di cui fanno parte anche i coccodrilli.

## Parentele
Tra i parenti più prossimi dell'effigia c'è un animale noto come Shuvosaurus inexpectatus, per lungo tempo ritenuto un possibile antenato dei dinosauri – struzzo. Altri stretti parenti di questi animali furono i grandi predatori conosciuti come poposauridi (Poposauridae), il cui più noto rappresentante era Postosuchus. In ogni caso, sembra che Effigia e Shuvosaurus, insieme con il sudamericano Sillosuchus longicervix, possano rappresentare un particolare clade di arcosauri dal collo lungo vissuti nel Triassico superiore.

## Una riscoperta
I fossili di Effigia vennero scoperti nel 1947 da Edwin Colbert nella ben nota località di Ghost Ranch, dove vennero dissotterrati un gran numero di resti del dinosauro carnivoro Coelophysis. Colbert pensava che in quel giacimento non vi fossero altri grandi vertebrati oltre a Coelophysis, e quindi non si curò di studiare tutti i resti. Per anni, quindi, le ossa fossilizzate dell'effigia rimasero sconosciute alla scienza, accumulate tra i fossili del dinosauro nel deposito di un museo; almeno fino al 2006, quando Sterling Nesbitt, uno studente in forza all'American Museum of Natural History, riscoprì i fossili. Nesbitt stava cercando nuovi esemplari di Coelophysis e si ritrovò di fronte a ossa che riconobbe istantaneamente come appartenenti a un altro animale. Insieme al curatore del museo, Mark Norell, Nesbitt descrisse questi resti come Effigia okeeffeae in onore della pittrice Georgia O'Keeffe, che passò molti anni a Ghost Ranch.